# Microdipodops pallidus
Microdipodops pallidus — вид гризунів родини Heteromyidae. Це ендемік Каліфорнії та Невади в Сполучених Штатах.

## Морфологічна характеристика
Вид досягає загальної довжини від 15,0 до 17,3 см із хвостом від 7,4 до 9,9 см. Має вагу від 10,3 до 16,8 грама. Верхня сторона миші від блідо-коричного до рожево-коричневого кольору, волоски на нижній стороні повністю білі. Лапи збільшені і мають щетиноподібні волоски, які стирчать убік, збільшуючи площу поверхні, яка торкається піску. Задні лапи збільшені на 25-27 міліметрів у довжину і дають поштовх для стрибків, тоді як короткі передні ноги рідко торкаються землі. Хвіст використовується для підтримки рівноваги під час стрибків.

## Спосіб життя
Тварини ведуть нічний одиночний спосіб життя і живуть вдень у своїх норах, які вони створюють на сипучих піщаних пагорбах біля чагарників. Вони харчуються в основному насінням, але також їдять відносно велику кількість комах і зелених рослин. Вони також зберігають їжу у своїх норах.
Молоді тварини народжуються в період з березня по вересень, при цьому приплоди складаються з двох-шести молодих тварин. Основними хижаками є сови, лисиці та борсуки.